# داریوش (پسر خشایارشا)
داریوش (پارسی باستان: 𐎭𐎠𐎼𐎹𐎺𐎢𐏁 ت.ت. 'دارَیَوَئوش') شاهزاده هخامنشی بزرگترین پسر خشایارشای بزرگ و شهبانو آمستریس و وارث تاج‌وتخت خشایارشای بزرگ بود. او پس از نبرد میکال با دختر عموی خود، آرتاینته، دختر ماسیشته در سارد ازدواج کرد. در آن شبی که خشایارشای بزرگ با توطئه اردوان فرمانده نگهبانان شاهی و خواجه میترادات کشته شد، اردوان، داریوش، شاهزاده جانشین را متهم به قتل شاه بزرگ کرده و او را به زندان انداخت و سپس با دادگاهی که اردشیر یکم تشکیل داد حکم اعدام داریوش داده شد و داریوش در سال ۴۶۵ پیش از میلاد کشته شد.
البته بعدها اردشیر یکم که از توطئه اردوان باخبر شد، او را به خون‌خواهی کشتن پدر و برادرش اعدام کرد.